# 채널A 토일 드라마
채널A 토일 드라마는 매주 토요일부터 일요일 오후 9시 10분에 방송 중인 미니 시리즈 드라마 프로그램이다.

## 개요
미니 시리즈 드라마 형식으로 방송 중이다.

## 방송 시간
- 현재 방송 시간은 2024년 12월 21일부터 기준으로 한다.

| 방송 채널 | 방송 기간                           | 방송 시간                          | 방송 분량 |
| --------- | ----------------------------------- | ---------------------------------- | --------- |
| 채널A     | 2012년 8월 18일 ~ 2012년 10월 7일   | 매주 토요일 ~ 일요일 오후 7시 30분 |           |
| 채널A     | 2018년 12월 1일 ~ 2018년 12월 30일  | 매주 토요일 ~ 일요일 오후 7시 40분 |           |
| 채널A     | 2011년 12월 3일 ~ 2012년 5월 20일   | 매주 토요일 ~ 일요일 오후 7시 50분 |           |
| 채널A     | 2024년 11월 16일 ~ 2024년 12월 15일 | 매주 토요일 ~ 일요일 오후 7시 50분 |           |
| 채널A     | 2024년 12월 21일 ~ 현재             | 매주 토요일 ~ 일요일 오후 9시 10분 |           |
| 채널A     | 2024년 8월 24일 ~ 2024년 9월 22일   | 매주 토요일 ~ 일요일 오후 9시 20분 |           |

## 프로그램 리스트
- 아래 프로그램은 2002년 11월 이후 시청 가능 연령을 표시한 드라마 프로그램 등급 제도를 의무적으로 시행하여 현재까지 이어지고 있습니다.
- 2017년 3월 1일부터 TV 프로그램 등급 표시 외에 주제, 폭력성, 선정성, 언어, 모방 위험 등 분류 사유 표시를 의무적으로 시행하고 있습니다.

### 2010년대

#### 2011년
- 《천상의 화원 곰배령》 : 2011년 12월 3일 ~ 2012년 3월 11일

#### 2012년
- 《불후의 명작》 : 2012년 3월 17일 ~ 2012년 5월 20일
- 《판다양과 고슴도치》 : 2012년 8월 18일 ~ 2012년 10월 7일

#### 2018년
- 《커피야 부탁해》 : 2018년 12월 1일 ~ 2018년 12월 30일

### 2020년대

#### 2024년
- 《새벽 2시의 신데렐라》 : 2024년 8월 24일 ~ 2024년 9월 22일
- 《결혼해YOU》 : 2024년 11월 16일 ~ 2024년 12월 15일
- 《체크인 한양》 : 2024년 12월 21일 ~ 2025년 2월 9일

#### 2025년
- 《마녀》 : 2025년 2월 15일 ~ 2025년 3월 16일
- 《여행을 대신해 드립니다》 : 2025년 8월 2일 ~ 현재

## 경쟁 프로그램
- KBS 2TV 토일 드라마
- MBC 토일 드라마
- TV조선 토일 드라마
- JTBC 토일 드라마
- MBN 토일 드라마
- tvN 토일 드라마
- ENA 토일 드라마